# Geoff Thomas
Pour les articles homonymes, voir Thomas.
Geoff Thomas, né le 5 août 1964 à Manchester (Angleterre), est un footballeur anglais, qui évoluait au poste de milieu de terrain à Crystal Palace et en équipe d'Angleterre.
Thomas n'a marqué aucun but lors de ses neuf sélections avec l'équipe d'Angleterre entre 1991 et 1992.

## Carrière de joueur
- 1982-1984 : Rochdale
- 1984-1987 : Crewe Alexandra
- 1987-1993 : Crystal Palace
- 1993-1997 : Wolverhampton Wanderers
- 1997-1999 : Nottingham Forest
- 1999-2001 : Barnsley
- 2001 : Notts County
- 2001-2002 : Crewe Alexandra

## Palmarès

### En équipe nationale
- 9 sélections et 0 but avec l'équipe d'Angleterre entre 1991 et 1992.

### Avec Crystal Palace
- Vainqueur de la Full Members Cup en 1991.
- Finaliste de la Coupe d'Angleterre de football en 1990.

### Avec Nottingham Forest
- Vainqueur du Championnat d'Angleterre de football D2 en 1998.